# جنيفر جورج
جنيفر جورج (بالإنجليزية: Jennifer George)‏ هي دراجة بريطانية، ولدت في 9 أبريل 1983.

## وصلات خارجية
- جنيفر جورج على موقع الاتحاد الدولي للدراجات (الإنجليزية)
- جنيفر جورج على موقع أرشيف الدراجات (الإنجليزية)
- جنيفر جورج على موقع إحصائيات الدراجات الإحترافية (الإنجليزية)
- جنيفر جورج على موقع نسبة الدراجات (الإنجليزية)